# 斯韋德克里克鎮區 (堪薩斯州賴利縣)
斯韋德克里克鎮區（英語：Swede Creek Township）是位於美國堪薩斯州賴利縣的一個行政鎮區。

## 地方資料
斯韋德克里克鎮區的面積為128.54平方千米，當中陸地面積為125.72平方千米，而水域面積為2.82平方千米。根據2010年美國人口普查的數據，當地共有人口155人，而人口密度為每平方千米1.21人。

## 外部連結
- US-Counties.com
- City-Data.com （页面存档备份，存于）